# Lejb-Gwardyjski Pułk Kirasjerów Jej Wysokości

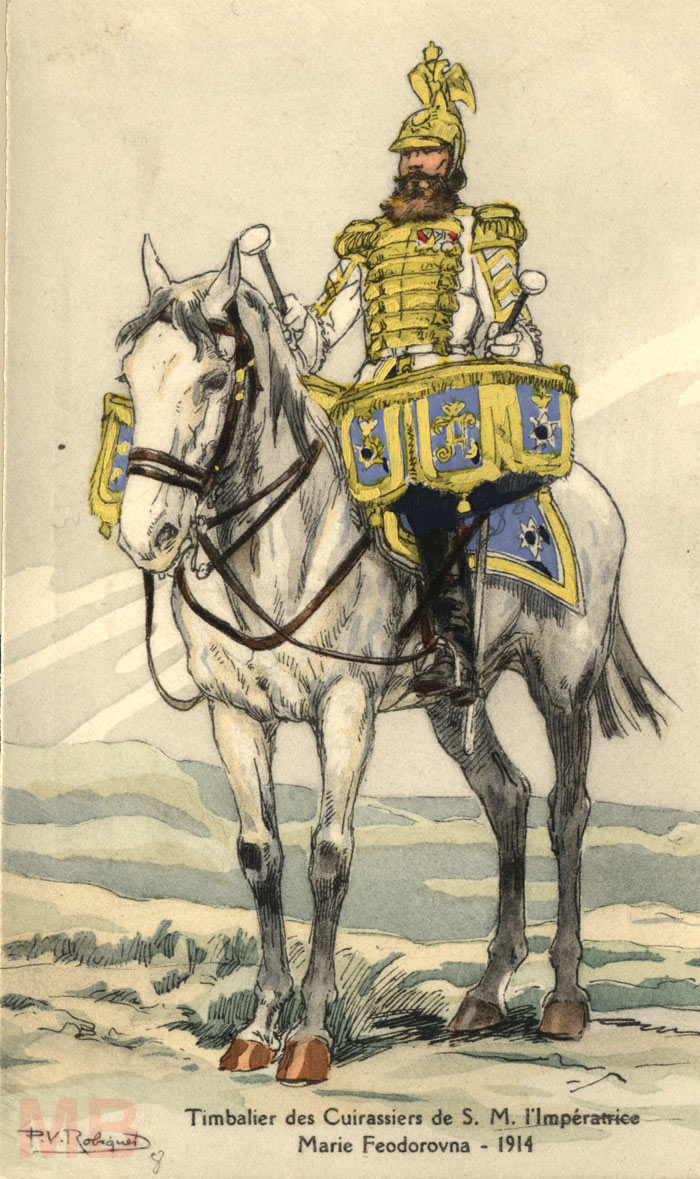
Żołnierz Lejb-Gwardyjskiego Pułku Kirasjerów Jej Wysokości Imperatorki Marii Fiodorownej

Lejb-Gwardyjski Pułk Kirasjerów Jej Wysokości Imperatorki Marii Fiodorownej (ros. Кирасирский Её Величества императрицы Марии Феодоровны лейб-гвардии полк) – pułk kawalerii okresu Imperium Rosyjskiego, sformowany w 1704.
W 1796 patronką pułku została Maria Fiodorowna, księżniczka wirtemberska, druga żona cara Rosji Pawła I.
Za carów Aleksandra III i Mikołaja II patronką pułku była Imperatorka Maria Fiodorowna, żona Aleksandra i matka Mikołaja. 
W 1907 1 szwadronem pułku dowodził brat Mikołaja wielki książę Michał Aleksandrowicz jako sztabsrotmistrz.
Pułk brał udział w działaniach zbrojnych epoki napoleońskiej, a także okresu I wojny światowej.
Święto pułkowe: 21 czerwca. Dyslokacja w 1914: Carskie Sioło.

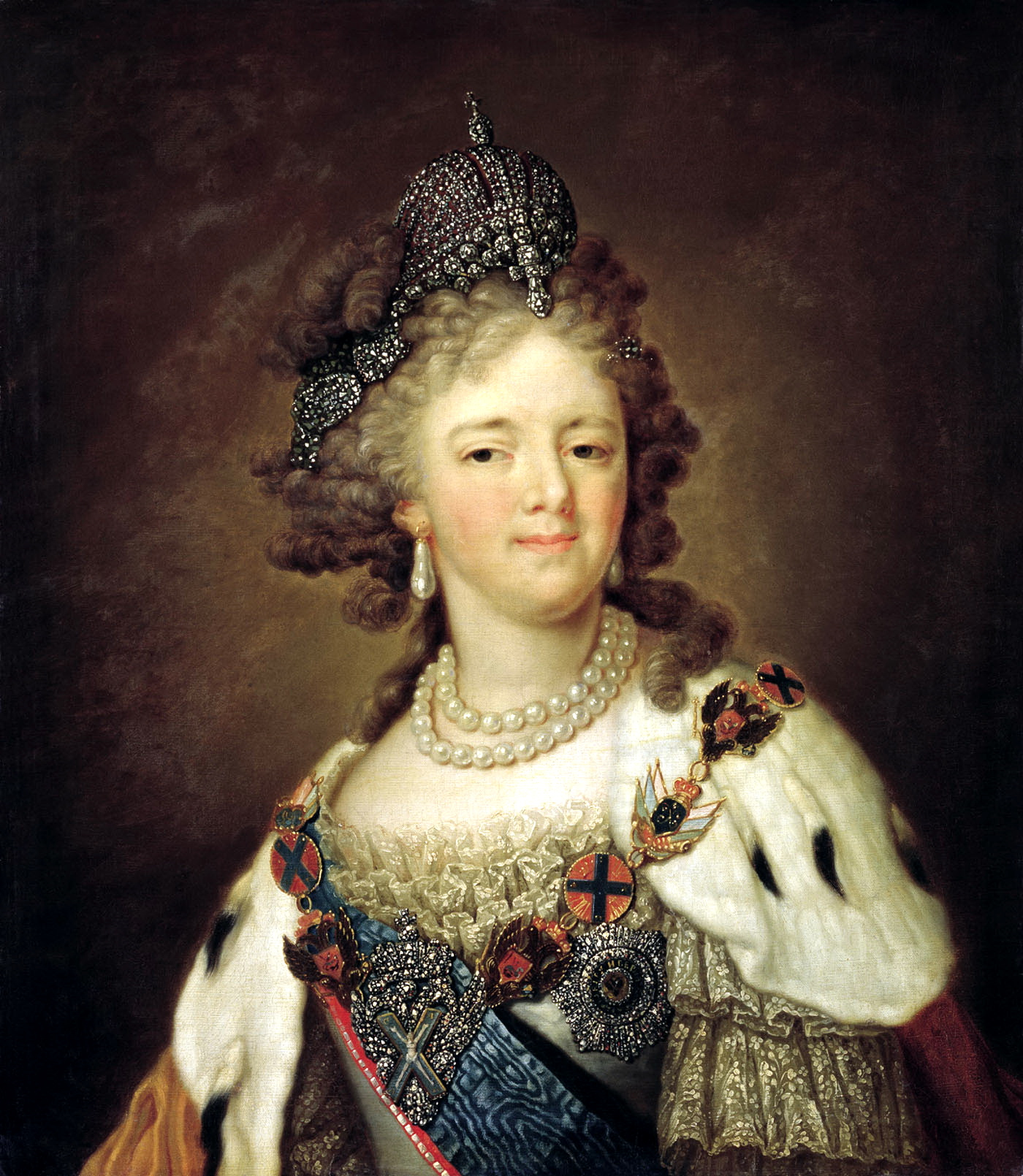
Maria Fiodorowna - patronka pułku